# François Langers

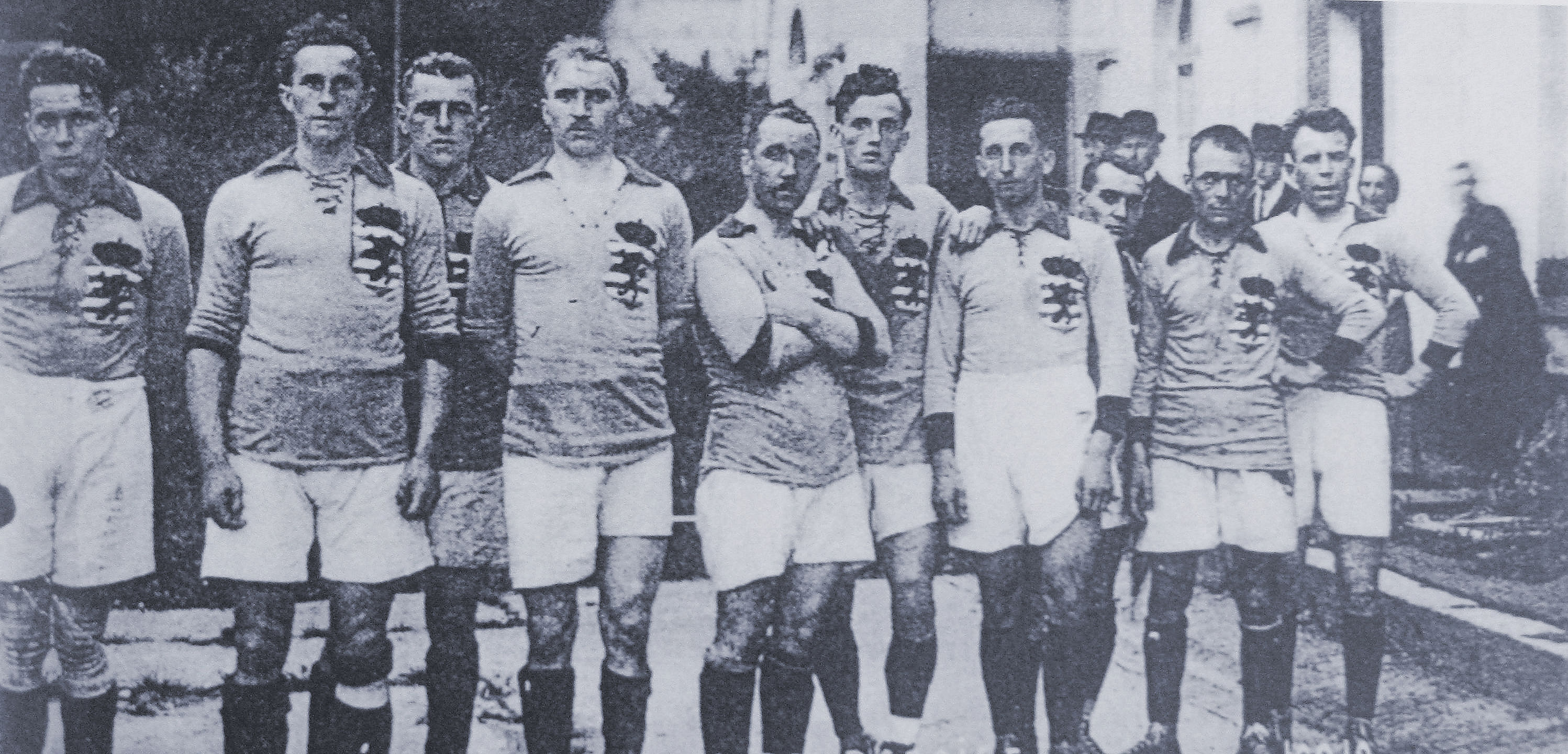
La nazionale lussemburghese del 1920

François Langers, anche detto Tiny (Esch-sur-Alzette, 29 dicembre 1896 – Esch-sur-Alzette, 4 ottobre 1929), è stato un calciatore lussemburghese, di ruolo attaccante.

## Palmarès

### Club

#### Competizioni nazionali
- Campionato lussemburghese: 1

Jeunesse Esch: 1920-1921